# Saint-Lambert (fraise)
Pour les articles homonymes, voir Saint-Lambert.
La Saint-Lambert est une variété de fraise (Fragaria × ananassa Duch.) très ancienne, datant de 1852 et issue de la région de Liège (Belgique).

## Histoire
Nommée d’après le saint patron des Liégeois et développée par le célèbre producteur Lorio en 1852, elle a été distribuée par la maison de semences Colson de Cointe.

## Cultivation et commercialisation
La fraise Saint-Lambert jouissait d’une grande renommée sur le marché de Liège où elle était exposée parmi de nombreuses autres variétés locales et étrangères pendant la saison des fraises. Elle est parfaitement adaptée pour la culture en plein champ et est très adaptée à l’exportation en raison de la chair solide. De 1890 à 1914, elle fut l’une des espèces les plus cultivées au Thier-à-Liège et à Vottem (région de Liège).
Cette variété était un des produits phares de la Criée Coopérative de Vottem, où elle était surtout cultivée dans le centre et la partie basse du village. Dans les années 1950, cette criée commercialisait entre 18 et 37 tonnes de fraises par année, produites par environ 200 producteurs.
C’est l’une des rares variétés de fraises, parmi les dizaines développées par M. Lorio de Liège, qui est actuellement disponible.
Actuellement, les fraisiers de cette variété sont commercialisés notamment par M. Libotte et M. Martin, tous deux à Soumagne.

## Caractéristiques
Le fruit rouge foncé est plus ou moins aplati et angulaire. La Saint-Lambert a un arôme frais et sucré. La couleur pourpre et les fruits exquis et juteux sont agréables pour les acheteurs. Le cœur de la fraise est plein et rouge foncé ; les graines superficiellement implantées ont également cette couleur sombre. La fraise a un arôme délicieux et vineux. La forme est assez constante, carrée et aplatie). La variété est hâtive,,.

## Cultivation[3]
- Terre : Légère, fraîche, bien amendée
- Exposition : Soleil à mi ombre
- Multiplication : semis, stolon, division de touffe
- Période de multiplication (semis, bouturage, etc.) : mars, avril
- Strate végétale : Herbacée
- Pollinisation : allogame
- Type de végétation : caduc
- Cycle de vie : vivace
- Propriétés : Fruit comestible, Fruits rouges/petits fruits